# Апдайк, Даниел
Дэниел Бёркли А́пдайк (24 февраля 1860 — 28 декабря 1941) — американский типограф, историк книгопечатания.
Родился в Провиденсе, Род-Айленд. В 1880 году устроился рассыльным в издательство «Хафтон, Мифлин и Ко». Работал в дружественном издательстве Риверсайд-пресс, где учился книгопечатному мастерству. Основал собственное издательство в 1893 году, которое в 1896 году получило название «Мерримаунт-пресс». Одним из первых изданий, выпущенных Апдайком, стала книга «Фрагменты старых дней» (In the Old Days, A Fragment), которую написала его собственная мать, Элизабет Бигелоу Апдайк. Это была книга воспоминаний.
Вначале он следовал стилю Уильяма Морриса и его издательства «Келмскотт-пресс», но вскоре увлекся формами книгопечатания XVI, XVIII и XIX веков. Апдайк приобрел несколько шрифтов, а также заказал несколько собственных: «Мерримаунтский» и «Монталлегро». Получил известность, печатая книги для англиканской церкви. Не стеснялся работать по заказам, печатать рекламу. В 1915 году Апдайк обзавёлся партнером — Джоном Бьянчи (John Bianchi).
Апдайк изучал историю шрифта и в 1922 году выпустил книгу «Наборный шрифт: его история, формы и использование» («Printing Types: Their History, Forms and Use»). Широко дополненное и исправленное издание вышло в 1937 году.
Дэниел Апдайк, как и Фредерик Гауди, Стэнли Морисон, Брюс Роджерс и Теодор Лоу де Винн, был одним из американцев-участников «книгопечатного возрождения» начала XX века.